# Chusé Inazio Nabarro
Chusé Inazio Nabarro (n. Tauste, 1962) es un escritor español en altoaragonés. Licenciado en Filología Hispánica, es desde 2004 y actualmente presidente del Consello d'a Fabla Aragonesa, miembro del Consello Asesor de l’Aragonés y vocal del Área de Lengua y Literatura del Instituto de Estudios Altoaragoneses. También es miembro de la Asociación Aragonesa de Escritores. Así mismo ha sido desde 2011 profesor en el Diploma de Especialización en Filología Aragonesa de la Universidad de Zaragoza.
Algunos de sus artículos sobre lingüística del aragonés son: "As rebindicazions lingüísticas en a poesía en aragonés" (1989), "Construzions y chiros con o berbo fer" (1999), "Sobre la sufijación apreciativa en A lueca, de Juana Coscujuela" (1990), "Biello idioma de loiras e paxarelas, de tu que se fayó? (arredol d'a koiné aragonesa)" (2000), "El aragonés residual de Tauste" (2001), El Aragonés residual de Tauste (2003), "O rechimen preposizional de o berbo e altras peculiaridaz sintauticas en a luenga de Acordanzas de San Pelegrín" (2004), "O caso de bels femeninos irregulars u poco frecuens en a onomastica aragonesa" (2005), "Os Monegros como tema literario en a poesía en aragonés" (2008), "Estudio lingüístico d'un capbreu de Tauste d'o sieglo XV" (2011), Letras de cobre. Un breve recorrido por la literatura en lengua aragonesa (2011), Estudio lingüistico d'un capbreu de Tauste d'o sieglo XV (2011), Sobre a custión ortografica de l´aragonés (2016), Radizes, fuellas e fruitos. Una ambiesta cheneral d´a poesía truncata de Roberto Cortés (2017) o Encara más afinidaz entre l'aragonés e o gascón: cualques añadienzas feitas á radiz de a leutura d'a obra "Dictionnaire bilingue des proverbes gascons" d'André Hourcade (2021). 
En 2016 obtuvo el premio Pedro Lafuente en aragonés, en la categoría de narración corta, por la obra Fuellas d’Abisinia.
Es autor además de una serie de textos breves publicados en libros colectivos: Prebatina d’una falordia sin de fadas ni nanez (en “III premio literario Val d’Echo”, Publicazions d’o Consello d’a Fabla Aragonesa, Uesca, 1984), A lifara (en “I premio literario Bal de Xalón”, Publicazions d’o Consello d’a Fabla Aragonesa, Uesca, 1988), Cartas dende Cuba (en IV Premio “Billa de Sietemo”, Publicazions d’o Consello d’a Fabla Aragonesa, Uesca,1997), Triptico de os tiempos de a postema (en Nuei de tiedas, Xordica, Zaragoza, 1999), Con as fuellas contatas como as balas (en Desde aquí, Prames, Zaragoza, 1999), Renaximiento (en Zaragoza, de la z a la a. Diputación Provincial de Zaragoza, 2003), Os cuatre cantos de o cuculo (en La torre de papel, Ed. Camiño do faro, La Coruña, 2003) Cans e cochins (en Branquil d'a Cerdanya, Publicazions d’o Consello d’a Fabla Aragonesa, Uesca, 2007), M'estimarba más no fer-lo (en Capiscol, Publicazions d’o Consello d’a Fabla Aragonesa, Uesca, 2008) y Pexes e paxaros (Premio de Relatos "Luis del Val", Sallent de Gállego, 2011).

## Poesía
- O mirallo de chelo (1985),
- En esfensa d'as tabiernas y atros poemas (1998),
- Sonetos d'amor e guambra (2001).
- O trunfo d’o tiempo (2018).

## Novela y relato
- Astí en do l'aire sofla ta sobater as fuellas d'os árbols (1989),
- Tiempo de fabas (1997),
- Chuan Galé -o cuaderno de tapas royas- (2003),
- Reloch de pocha (2006; Premio Internacional de novela Ciudad de Barbastro)
- Mesaches (2012; Premio Internacional de novela Ciudad de Barbastro)
- Niedo de barucas (2014).
- Fuellas d'Abisinia (2025)